# Tadeusz Buttowt-Andrzejkowicz
Tadeusz Buttowt-Andrzejkowicz (ur. 1 stycznia 1896 w folwarku Skierniewo, zm. 8 września 1939 pod Żychlinem) – porucznik pilot Wojska Polskiego.

## Życiorys
Urodził się 1 stycznia 1896 w folwarku szlacheckim Skierniewo, w powiecie trockim, w rodzinie Wiktora.
Walczył w I wojnie światowej w szeregach II Brygady Legionów, później w powstaniu wielkopolskim a następnie w wojnie polsko-bolszewickiej. 
1 czerwca 1921 roku pełnił służbę w Wyższej Szkole Lotniczej w Poznaniu-Ławicy, a jego oddziałem macierzystym był 3 pułk lotniczy. 3 maja 1922 roku został zweryfikowany w stopniu porucznika ze starszeństwem z dniem 1 czerwca 1919 roku i 65. lokatą w korpusie oficerów aeronautycznych, a jego oddziałem macierzystym był nadal 3 pułk lotniczy w Poznaniu. W listopadzie 1922 roku został przydzielony do Departamentu IV Żeglugi Powietrznej Ministerstwa Spraw Wojskowych w Warszawie, pozostając oficerem nadetatowym 3 pułku lotniczego. W 1924 roku pełnił służbę w 1 pułku lotniczym w Warszawie. Z dniem 31 stycznia 1926 został przeniesiony, na własną prośbę, do korpusu oficerów rezerwowych. W 1934 roku figurował na liście oficerów o nieznanych adresach.
Podczas mobilizacji w sierpniu 1939 został przydzielony do macierzystego pułku, gdzie pozostawał do dyspozycji szefa sztabu Dowództwa Lotnictwa i OPL Armii „Poznań” jako oficer do zleceń. Zginął podczas walk pod Żychlinem, spoczywa w mogile zbiorowej na cmentarzu parafialnym w Dobrzelinie.

## Ordery i odznaczenia
- Krzyż Niepodległości[10]
- Krzyż Walecznych dwukrotnie[10]